# 우화 팍아리유스
우화 팍아리유스(파이완어: Wuhua Paqaliyus, 1965년 3월 7일 ~ )는 중화민국의 정치인, 목사, 희락도연맹 회원이다.